# 吴秀章
吴秀章（1966年7月—），男，汉族，山东淄博人，中华人民共和国政治人物。曾任宁夏回族自治区人民政府副主席、党组成员，现任中华人民共和国人力资源和社会保障部党组成员、副部长。

## 生平
1980年9月进入淄博七中学习。1986年毕业于山东大学化学系胶体化学专业。1989年硕士研究生毕业于石油大学炼制系应用化学专业。
1989年7月参加工作，1996年3月加入中国共产党。先后任职于燕山石化公司、神华集团、中国大唐集团等能源国企。
2019年2月，任宁夏回族自治区人民政府党组成员、副主席。
2023年6月，任人力资源和社会保障部党组成员、副部长。9月28日，在瑞士伯尔尼与王世廷一同出席中瑞第五次劳工对话。